# Modalità sopravvivenza
La modalità sopravvivenza è una modalità nei videogiochi dove il giocatore deve sopravvivere il più a lungo possibile, mentre il gioco aumenta man mano di difficoltà. Questa incrementa ad ogni ondata successiva.
Un'altra variante della modalità richiede che il giocatore raggiunga un punto prestabilito prima di perdere il gioco. La modalità è comune nei giochi tower defense, dove il giocatore deve aumentare la difesa di un luogo specifico per respingere le forze nemiche il più a lungo possibile.
La modalità sopravvivenza è stata paragonata alla giocabilità dei classici videogiochi arcade, dove i giocatori affrontano ondate sempre più forti di nemici. Questa modalità è stata pensata per dare al gioco un finale definito ed, a volte, improvviso, in modo che gli altri giocatori possano giocare l'arcade al meglio.
Giochi popolari, che hanno una modalità sopravvivenza i quali includono gli zombie, sono la serie di Left 4 Dead, Call of Duty, Call of Duty: World at War, giochi open world come Minecraft, e in modalità Tower Defense Plants vs. Zombies e Gears of War 2.